# 미가서
미가는 구약성경의 소선지서 중 여섯째 책이다. 유다 왕국의 예언자 미가가 지었다고 전해진다. 또한 야훼의 뜻을 과감하게 선포하고, 전달하였던 자이다. 미가는 "여호와 같으신 이가 누구입니까?"라는 뜻의 미가야후(מִיכָיָ֫הוּ)를 줄인 것으로 받아들여진다.

## 배경

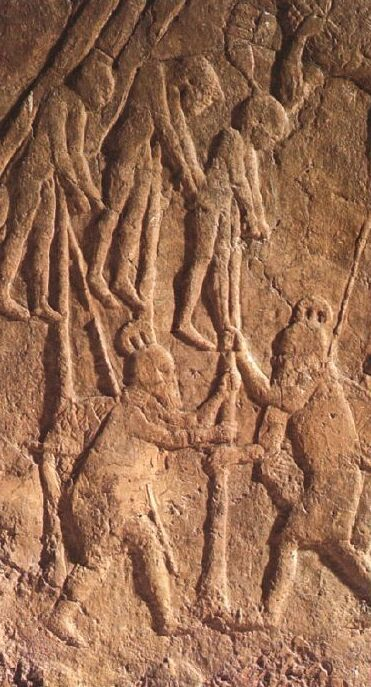
아시리아 군사들에 의해 끌려가는 유대인들.

미가는 주로 남왕국 유다에서 활동한 예언자로 이사야와 같은 시대의 사람이었다. 주로 이스라엘 왕국의 수도 사마리아의 멸망에 대해 예언했고 유다와 이스라엘의 부자들을 몹시 꾸짖고 가난한 자들과 어울리며 지냈다. 미가 1:1은 예언자 미가가 예언 활동을 펼치던 때를 남 유다의 요담 왕(주전742-735). 아하스 왕, 히스기야 왕이 통치하던 시대로 소개한다. 미가가 활동할 당시에는 신 앗수르 제국의 힘이 상승하면서 주변 국가들을 정복하려는 시도가 시작되었다. 앗수르 제국의 왕들은 다른 주변 국가의 왕들과 달리 정복한 백성들로부터 받은 조공을 가지고 직업 군인들을 지원했기 때문에 서방의 군인들에 비교할 수 없을 정도로 강한 군사적 힘을 지니고 있었다.

## 내용
- 1장 : 머리글, 이스라엘을 단죄하시다, 예언자의 애가
- 2장 : 착취자들을 거슬러, 거짓 설교사들을 거슬러, 구원을 약속하시다
- 3장 : 백성을 억압하는 지도자들을 거슬러, 거짓 예언자들을 거슬러, 예루살렘의 멸망
- 4장 : 모든 민족들이 예루살렘으로 모여 오리라, 흩어진 이스라엘인들이 다시 모이리라, 시온의 시련과 구원, 현재의 임금과 미래의 메시아 임금(5장으로 이어짐.)
- 5장 : 현재의 임금과 미래의 메시아 임금, 마지막 때에 남은 자들, 주님께서 이스라엘을 정화하시다
- 6장 : 주님께서 이스라엘을 고발하시다, 참다운 경신례, 예루살렘의 불의와 징벌
- 7장 : 온 백성의 타락, 시련과 복구, 예루살렘의 기도

## 구조
첫 번째의 접근, 구원과 심판의 반복적인 순환으로 구조를 분석한다. 1-5장과 6-7장으로 나뉜다. 두 번의 "심판의 구원"이라고 해석. 첫 단락의(1-5장) 전반부인 1-3장은 백성들의 죄악을 서술하고, 후반부인 4-5장은 소망을 제시한다.
두 번째 단락은(6-7장), 이스라엘과 하나님의 논쟁(6:1-8), 이스라엘의 사회적 죄악에 대한 책망(6:9-16), 그리고 이스라엘의 상태에 대한 선지자의 탄식들(7:1-7)로 절망, 마지막 부분은 소망과 찬양(7:8-20)으로 분위기는 전환된다. 결국 이 견해는 미가서를 "심판과 구원"의 2단락 구조로 분석하는 것이다.
또한 미가서를 심판과 구원의 구조로 보는 것이 일반적이지만 그외에 알렌 같은 학자들은 '운명과 소망'의 구조로 분석하며, 카일 델리취는 포로와 회복(1-2장), 시온의 낮아짐과 높아짐(3-5장), 구원(6-7장)의 형태로 본다.

## 신학적 주제

### 죄로 인한 심판
죄는 사람을 멸망으로 이르게 하며, 그리고 그 마지막 대가는 하나님의 심판이다(롬 6:23). 미가서의 중요한 주제를 "심판"으로 보는 학자들은 이 면을 부각시켜 지적한다. 즉 심판은 임박하여 이르렀고(1:2, 4), 또한 이미 임하였다. 특히 이 심판으로 인해 사마리아는 멸망하고(1:6, 7), 예루살렘에는 침략군들이 쳐들어 올 것이다(1:15). 그들은 땅을 잃게 되고(2:3, 5), 하나님께 버림받을 것이다(3:4). 거짓 선지자는 부끄러움을(3:6 7), 예루살렘은 포로로 잡히게되며, 왕들은 욕을 보게 된다(3:9 12; 5:1). 결국 땅은 깨끗하게 될 것이며(5:9, 13, 한글성경 5:10 14), 사악한 자들, 폭력을 행하는 자들과 거짓말하는 자들을 제거 될 것이며(6:9, 16), 온 나라들도 심판을 받게 될 것이라는 것이 미가서의 첫 번째 신학적 주제이다.

### 그리스도의 의를 소망
그러나 미가서는 죄에 대한 지적과 심판의 선포로 끝나는 책이 아니다. 신약과 비교해 볼 때, 구약의 로마서라고 할 수 있다. 죄와 심판에 대한 탄식으로 끝난 것이 아니다. 자신의 죄에 대해서 철저하게 고백했다. 그러나 나아가 본질적인 중재자에 대한 간절한 소망을 가졌다. 그는 분명히 하나님을 소망하는 신앙을 가지고 있었으며, 그 분이 응답하시는 것을 확신하였다. "오직 나는 여호와를 우러러보며 나를 구원하시는 하나님을 바라보나니 나의 하나님이 나를 들으시리로다"(7:7)
그는 참으로 죄인이며, 죄악을 행한 자라는 것을 고백하였고(7:9), 그 죄악에 대가는 심판이 있다. 그러나 그 분(예수 그리스도)이 이 죄에 대해서 신원하시며, 심판에서 건지시니 이는 오직 "그의 의"를 통해서라는 것을 분명히 고백한다.

## 같이 보기
- 미가

## 참고 문헌
- Allen, Leslie C (1976). 《The Books of Joel, Obadiah, Jonah, and Micah》. Eerdmans. ISBN 978-0802825315. Micah
- Ben Zvi, Ehud (2000). 《Micah》. Eerdmans. ISBN 978-0802845993.
- Coogan, Michael (2009). 《A Brief Introduction to the Old Testament》. Oxford University Press.
- Grigg, Donald L (2006). 《The Bible from Scratch: The Old Testament for Beginners》. Eerdmans. ISBN 978-0664225773.
- King, Phillip J (2006). 《HarperCollins Study Bible: Micah》. Harper Collins Publishers.
- King, Philip J (1988). 《Amos, Hosea, Micah: an archaeological commentary》. Westminster John Knox Press. ISBN 978-0664240776.
- Limburg, James (1988). 《Hosea-Micah》. Westminster John Knox Press. ISBN 978-0664237578.
- Mays, James L (1976). 《Micah》. Westminster John Knox Press. ISBN 978-0664208172.
- Rogerson, John W. (2003). 〈Micah〉.   James D. G. Dunn, John William Rogerson. 《Eerdmans Bible Commentary》. Eerdmans. ISBN 978-0802837110.
- Sweeney, Marvin A (2000). 《The Twelve Prophets》. Liturgical Press. ISBN 978-0814650912.